# Prémio LeYa
Der Prémio LeYa (vollständig: Prémio LeYa de Romance, dt. LeYa-Roman-Preis) ist ein Literaturpreis des portugiesischen Sprachraums.

## Der Preis
Er wird von der Verlagsgruppe LeYa seit deren Gründung 2008 jährlich für einen unveröffentlichten Roman vergeben. Die Auszeichnung ist mit 50.000 Euro dotiert (anfänglich 100.000). Der Preis wird in einer Bibliothek in Lissabon vergeben, im Palácio Galveias, einem am Campo Pequeno gelegenen Stadtpalast aus dem 17. Jahrhundert.
Der renommierteste Buchpreis des lusophonen Sprachraums ist der mit 100.000 Euro dotierte Prémio Camões, der jedoch das Gesamtwerk eines Künstlers auszeichnet, nicht ein einzelnes Werk.

## Die Jury
- Manuel Alegre (Portugal), Jury-Präsident
- José Castello (Brasilien)
- José Carlos Seabra Pereira (Portugal)
- Lourenço do Rosário (Mosambik)
- Nuno Júdice (Portugal)
- Pepetela (Angola)
- Rita Chaves (Brasilien)[4]

## Preisträger
| Jahr | Autor                    | Herkunftsland | Romantitel                                                         |
| ---- | ------------------------ | ------------- | ------------------------------------------------------------------ |
| 2008 | Murilo António Carvalho  | Brasilien     | O Rastro do Jaguar (dt.: Die Spur des Jaguars)                     |
| 2009 | João Paulo Borges Coelho | Mosambik      | O Olho de Hertzog (dt.: Das Auge von Hertzog)                      |
| 2010 | keine Vergabe (1)        | \             | \                                                                  |
| 2011 | João Ricardo Pedro       | Portugal      | O teu rosto será o último (dt.: Dein Gesicht wird das letzte sein) |
| 2012 | Nuno Camarneiro          | Portugal      | Debaixo de Algum Céu (dt.: Unter einem Himmel)                     |
| 2013 | Gabriela Ruivo Trindade  | Portugal      | Uma Outra Voz                                                      |
| 2014 | Afonso Reis Cabral       | Portugal      | O Meu Irmão                                                        |
| 2015 | António Tavares          | Portugal      | O Coro dos Defuntos                                                |
| 2016 | keine Vergabe (1)        | \             | \                                                                  |
| 2017 | João Pinto Coelho        | Portugal      | Os Loucos da Rua Mazur                                             |
| 2018 | Itamar Vieira Junior     | Brasilien     | Torto Arado                                                        |
| 2019 | keine Vergabe (1)        | \             | \                                                                  |
| 2020 | Verleihung verschoben(2) | \             | \                                                                  |
| 2021 | José Carlos Barros       | Portugal      | As Pessoas Invisíveis                                              |
| 2022 | Celso José da Costa      | Brasilien     | A Arte de Driblar Destinos                                         |
| 2023 | Victor Vidal             | Brasilien     | Não Há Pássaros Aqui                                               |
| 2024 | Nuno Miguel Silva Duarte | Portugal      | Pés de Barro                                                       |

(1) In den Jahren 2010, 2016 und 2019 erachtete die Jury keinen der eingereichten Romane für auszeichnungswürdig genug, und der Preis wurde nicht vergeben.

(2) Im Jahr 2020 wurde die Verleihung ausgesetzt und auf später verschoben. Grund sind die Auswirkungen der Corona-Pandemie, die in einigen lusophonen Ländern zu Problemen auch in der Postzustellung geführt haben, insbesondere in Brasilien, von wo regelmäßig bis zur Hälfte der eingereichten Kandidaten stammen.